# Catalaans Kustgebergte
| ■ Pyreneeën ■ Prepyreneeën ■ Centrale depressie van Catalonië ■ Pequeñas uitlopers in de centrale depressie | ■ Cordillera Transversal ■ Cordillera Prelitoral ■ Cordillera Litoral ■ Depresiones Litoral y Prelitoral y otras llanuras costeras |

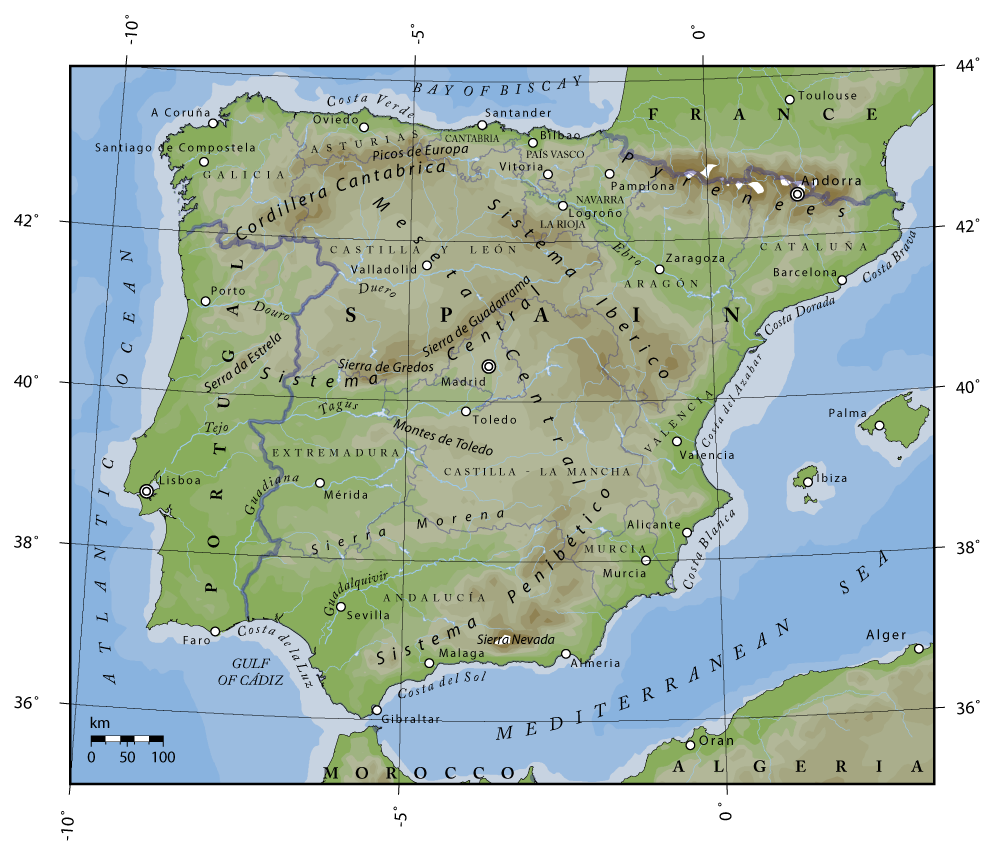
Kaart van het Iberisch schiereiland

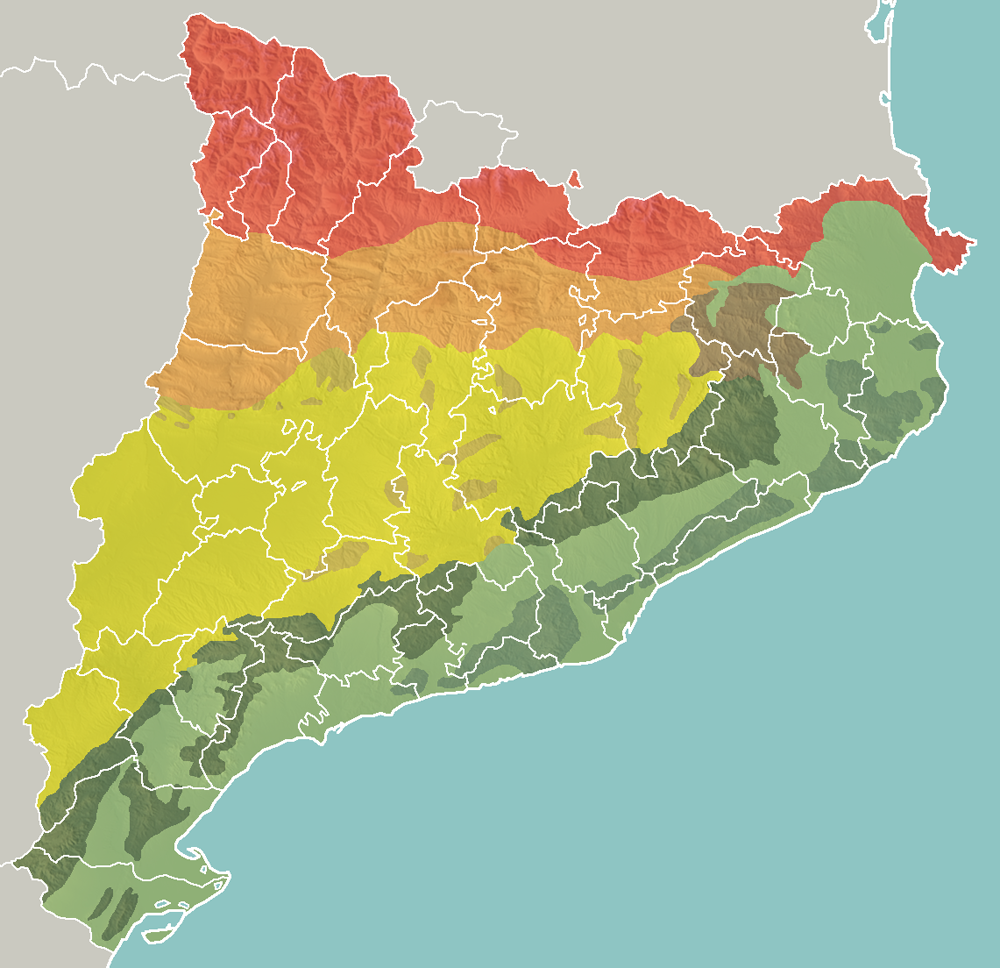
Kleurkaart met daarin de verschillende gebieden:

Het Catalaans Kustgebergte (ook wel Sistema Mediterráneo Catalán) is een kustgebergte in Catalonië (Spanje) dat zich uitstrekt vanaf de grens met de regio Valencia tot aan de Baai van Roses (ongeveer 250 km). Het gebergte bestaat eigenlijk uit twee delen, het Cordillera Litoral en het Cordillera Prelitoral met daartussenin de Depresión Prelitoral Catalana. Tussen de kust en Cordillera Litoral ligt de Depresión Litoral.